# Mistrzostwa Europy w Lekkoatletyce 1954 – dziesięciobój mężczyzn
Dziesięciobój mężczyzn był jedną z konkurencji rozgrywanych podczas V Mistrzostw Europy w Bernie. Został rozegrany 26 i 27 sierpnia 1954 roku. Zwycięzcą tej konkurencji został reprezentant ZSRR Wasilij Kuzniecow. W rywalizacji wzięło udział dziewiętnastu zawodników z czternastu reprezentacji.

## Rekordy
| Rekord świata     | Bob Mathias (USA)       | 7592 (7887) | Helsinki, Finlandia | 25-26.07.1952 |
| Rekord Europy     | Wasilij Kuzniecow (SUN) | 7224 (7292) | Kijów, ZSRR         | 06-07.07.1954 |
| Rekord mistrzostw | Ignace Heinrich (FRA)   | 6827 (7364) | Bruksela, Belgia    | 24-25.08.1950 |

## Wyniki
| Poz. | Zawodnik              | Punkty         | 100    | W dal  | Kula    | Wzwyż  | 400    | 110 ppł | Dysk    | Tyczka | Oszczep | 1500   |
| ---- | --------------------- | -------------- | ------ | ------ | ------- | ------ | ------ | ------- | ------- | ------ | ------- | ------ |
| 1    | Wasilij Kuzniecow     | 6752 (6881) CR | 11,2 s | 6,90 m | 12,88 m | 1,70 m | 50,7 s | 15,4 s  | 44,73 m | 3,80 m | 56,20 m | 4:58,6 |
| 2    | Torbjörn Lassenius    | 6424 (6676)    | 11,7 s | 6,52 m | 12,29 m | 1,80 m | 51,9 s | 15,6 s  | 35,81 m | 3,60 m | 64,93 m | 4:39,2 |
| 3    | Heinz Oberbeck        | 6263 (6531)    | 11,2 s | 7,36 m | 13,41 m | 1,80 m | 51,6 s | 16,5 s  | 40,62 m | 3,60 m | 52,55 m | 5:35,2 |
| 4    | Jurij Kutenko         | 6097 (6442)    | 11,6 s | 6,94 m | 12,66 m | 1,65 m | 52,9 s | 16,3 s  | 39,54 m | 3,90 m | 56,87 m | 5:07,0 |
| 5    | Miloslav Moravec      | 5953 (6371)    | 11,3 s | 6,71 m | 11,63 m | 1,75 m | 50,6 s | 16,5 s  | 36,44 m | 3,20 m | 50,40 m | 4:39,2 |
| 6    | Manfred Huber         | 5813 (6240)    | 11,6 s | 6,40 m | 10,99 m | 1,70 m | 50,9 s | 16,0 s  | 32,40 m | 3,20 m | 51,14 m | 4:22,2 |
| 7    | Friedel Schirmer      | 5750 (6199)    | 11,6 s | 6,13 m | 12,88 m | 1,65 m | 52,1 s | 16,0 s  | 35,53 m | 3,10 m | 59,40 m | 4:47,6 |
| 8    | Arnulf Pilhatsch      | 5725 (6188)    | 11,6 s | 6,44 m | 13,75 m | 1,86 m | 55,5 s | 15,7 s  | 35,81 m | 3,20 m | 51,72 m | 5:07,8 |
| 9    | Fritz Vogelsang       | 5670 (6127)    | 11,5 s | 6,14 m | 11,52 m | 1,65 m | 51,6 s | 16,2 s  | 35,79 m | 3,60 m | 44,40 m | 4:35,2 |
| 10   | Stojan Sławkow        | 5645 (6118)    | 11,7 s | 6,61 m | 11,38 m | 1,86 m | 52,5 s | 16,5 s  | 35,46 m | 3,60 m | 39,65 m | 4:50,4 |
| 11   | Jacques Guénard       | 5517 (6026)    | 11,7 s | 5,95 m | 11,48 m | 1,75 m | 53,5 s | 16,4 s  | 32,29 m | 3,50 m | 58,09 m | 4:51,6 |
| 12   | Stanislav Štefkovič   | 5401 (5929)    | 12,1 s | 6,26 m | 12,49 m | 1,75 m | 54,2 s | 17,7 s  | 36,29 m | 3,50 m | 45,46 m | 4:32,6 |
| 13   | Hans Baar             | 5266 (5830)    | 12,0 s | 6,17 m | 13,29 m | 1,65 m | 53,7 s | 16,3 s  | 35,06 m | 3,20 m | 39,68 m | 4:39,2 |
| 14   | Gheorghe Zîmbresteanu | 5250 (5316)    | 11,5 s | 6,30 m | 11,54 m | 1,65 m | 51,6 s | 16,2 s  | 36,49 m | 3,40 m | 37,57 m | ?      |
| 15   | Fernando Fernandes    | 5147 (5761)    | 11,5 s | 6,54 m | 10,17 m | 1,70 m | 51,5 s | 16,8 s  | 33,34 m | 3,10 m | 38,64 m | 4:50,4 |
| –    | Raimund Hoop          | DNF            | 12,3 s | 5,78 m | 10,50 m | 1,60 m | 54,8 s | 19,6 s  | 31,53 m | –      | –       | –      |
| –    | Lucien Verhees        | DNF            | 11,6 s | 6,53 m | 11,31 m | 1,75 m | 51,0 s | –       | –       | –      | –       | –      |
| –    | Per Eriksson          | DNF            | 11,7 s | 6,79 m | 11,73 m | –      | –      | –       | –       | –      | –       | –      |
| –    | Josef Hoop            | DNF            | 11,5 s | 5,48 m | 9,96 m  | –      | –      | –       | –       | –      | –       | –      |